# Ошав

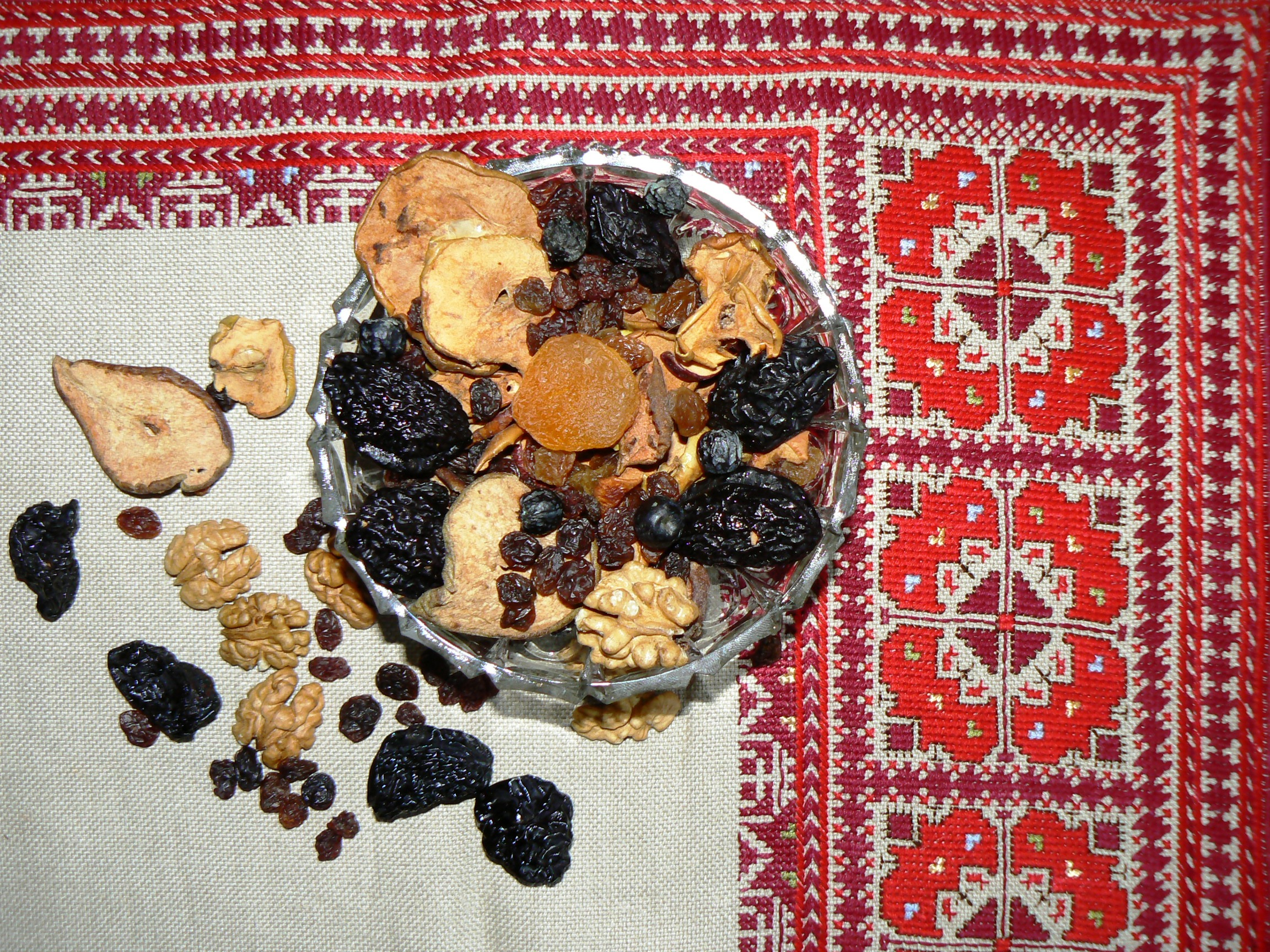
Сухофрукти на Ошав

Ошав — болгарський напій, що вариться із сухофруктів і традиційно обов'язково присутній на столі у Святвечір. В Україні аналог такого компоту є узвар.
Напій готують з різних видів сухофруктів — яблук, груш, інжиру, чорносливу, кураги та інших складових.
Окрім того, що приготування не займає багато часу, це ще й корисний та дієтичний напій, що чудово вписується в меню обов'язкових різдвяних страв. В Болгарії, як правило, ошав готують за 1-2 дні до Святвечору, а деякі господині і раніше, щоб дати настоятися компоту. Обов'язковою умовою в такому випадку є зберігання в прохолодному місці.
На відміну узвару, що готують в Україні для ошаву є своя особливість в приготуванні. Під час приготування компоту сухофрукти додоються поступово. Спочатку у воду кидають сушку з яблук та груш, оскільки їй потрібно більш тривалий час варитися — близько півгодини. Далі додають абрикоси та чорнослив, які варяться не більше п'ятнадцяти хвилин. Найменше часу для приготування потрібно родзинкам — їх всипають до компоту за п'ять хвилин до його готовності разом з цукром (або медом). Для надання ароматності також додають м'яту, мелісу, корицю, імбир, цедру та навіть сік цитрусових.[2]
Для приготування класичного ошаву використовують лише сушені яблука, груші, сливи та абрикоси, а для підсолодження — мед. Настоювати потрібно не менше чотирьох годин.

## Використані джерела
- Ошав на Святвечір (болг.)
- Як правильно приготувати смачний ошав (болг.)